# Hot rod
Le hot rod (letteralmente in italiano "biella rovente") sono vetture, spesso storiche, notevolmente modificate.

## Definizione

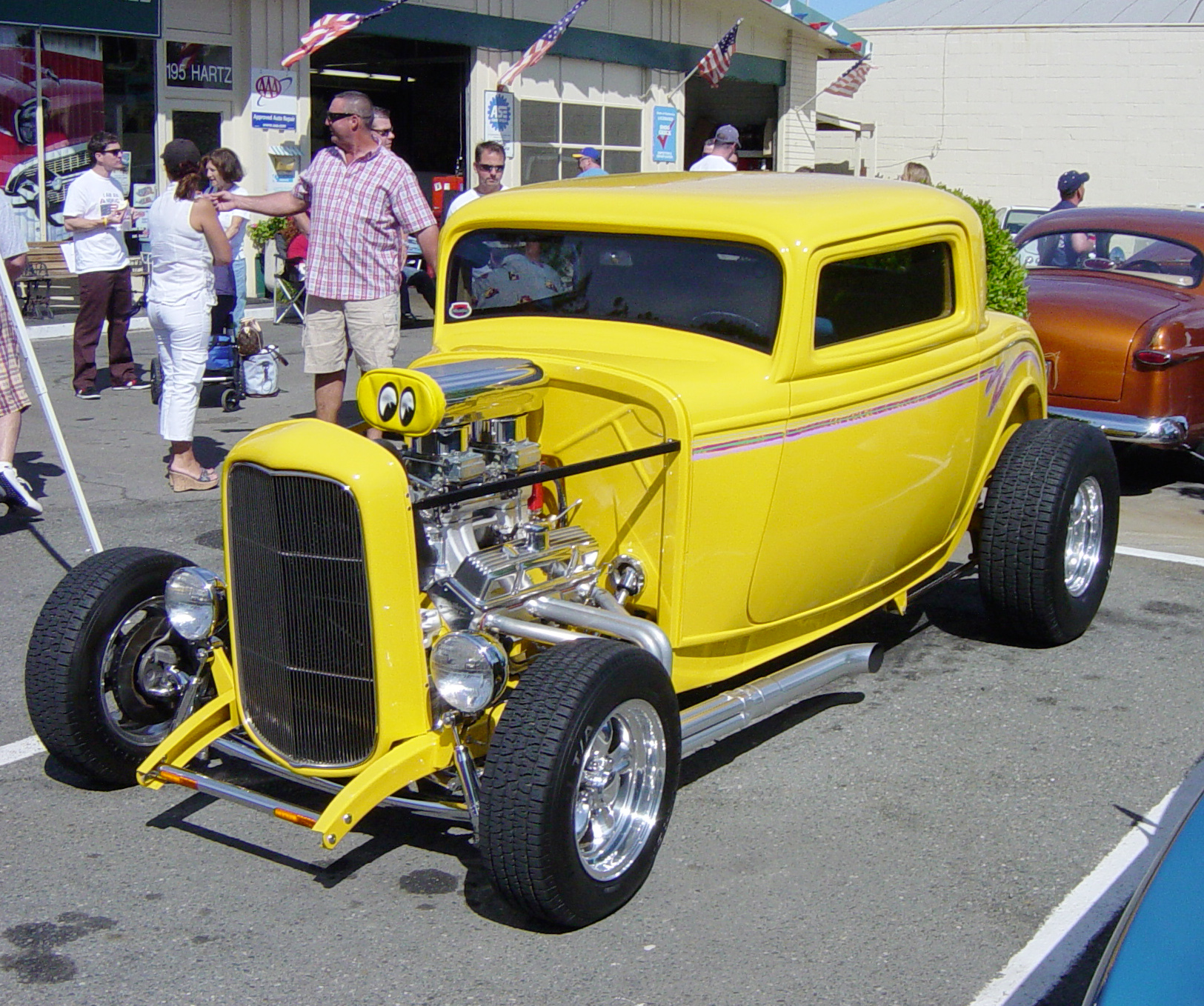
Esempio di hot rod

In origine erano auto poco costose, alleggerite togliendo paraurti, finestrini, tetto e altre parti non indispensabili. Il motore era sostituito o migliorato per avere una maggiore potenza. Gli pneumatici erano più grandi e l'auto era poi verniciata in modo appariscente.

## Storia
Ci sono diverse ipotesi sull'origine del termine. Una prima ipotesi fa risalire il termine alla contrazione di "hot roadster" mentre secondo altri questo termine deriva dall'operazione di sostituzione delle bielle, in inglese "rod", per raggiungere un numero di giri superiore senza incorrere nel rischio di avarie. Durante gli anni cinquanta e sessanta questo termine era usato in senso dispregiativo per qualsiasi vettura che non fosse prodotta in serie. Nel 1970 gli "hot rodder" cercarono di "ripulirsi" l'immagine e adottarono il termine "street rod".
Sempre negli anni settanta, iniziarono a comparire le prime vetture "rat rod". Sebbene derivassero dalle hot rod e usassero le stesse vetture di base per la preparazione, erano diverse per filosofia ed estetica. Le "rat rod" erano restaurate solo nella parte funzionale, spesso usando pezzi meccanici provenienti da più modelli. L'aspetto estetico non era curato, e danneggiamenti quali rigature, ammaccature e ruggine erano caratteristiche distintive delle rat rod.
Le hot rod sono importanti nella cultura statunitense. Il giornalista e saggista Tom Wolfe fu uno dei primi a riconoscerne l'importanza nella cultura popolare, e col suo libro del 1965 The Kandy-Kolored Tangerine-Flake Streamline Baby fece conoscere questo fenomeno fuori dai confini degli appassionati.

### L'era delle hot rod
L'epoca di maggior sviluppo delle hot rod va dal 1945 al 1965, toccando il suo massimo nel 1955. In questo periodo c'era grande disponibilità di vetture prodotte prima della seconda guerra mondiale, che per avarie meccaniche erano state eliminate e che potevano essere acquistate per poco, pur avendo ancora telaio e carrozzeria efficienti. Dagli hot rodder queste vetture erano chiamate Vintage Tin (in italiano lattine d'epoca).

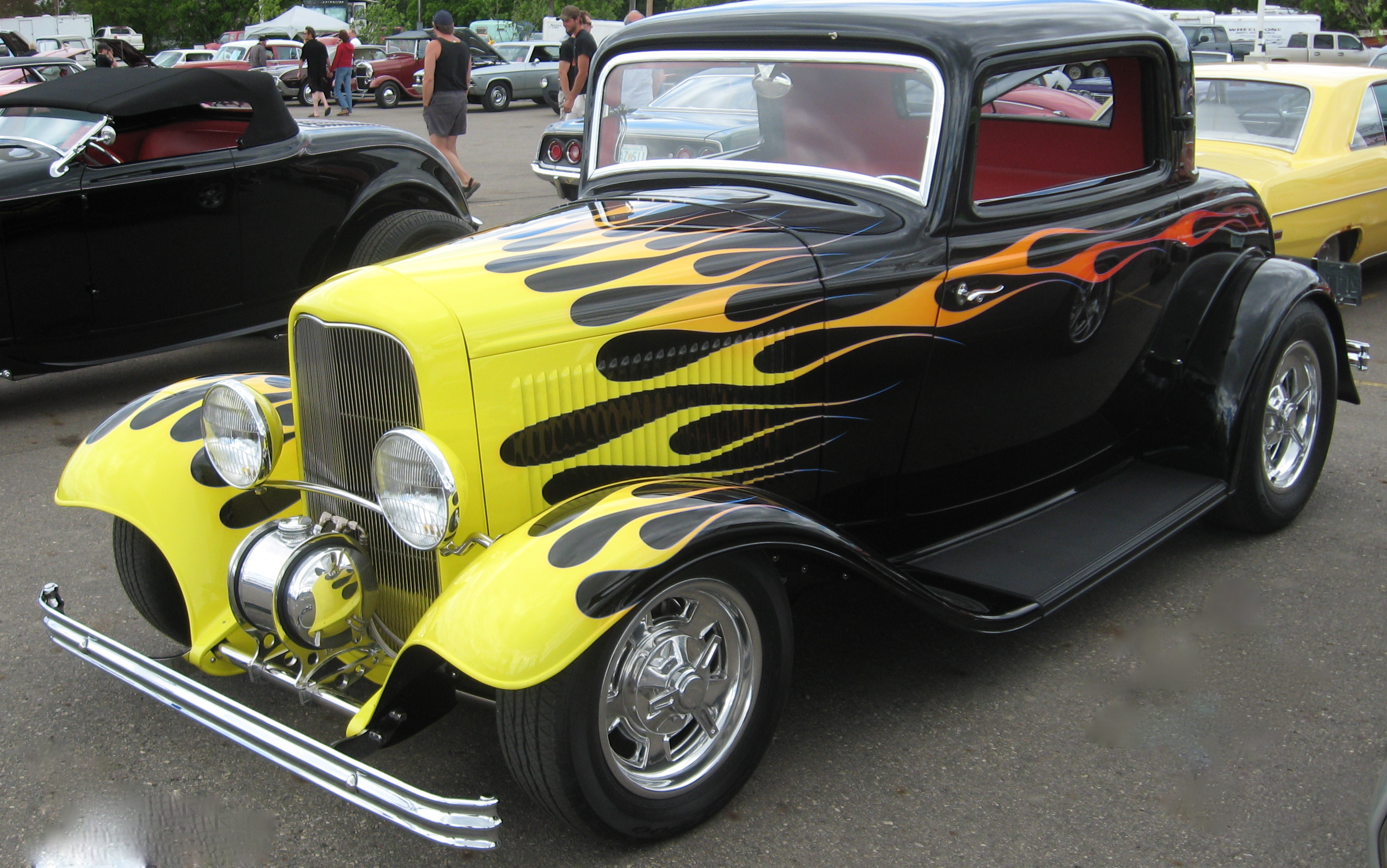
Altro esempio di una hot rod, con verniciatura a fiamme; in questo caso la copertura del motore non è stata rimossa

La tipica vettura hot rod era una vettura pesantemente modificata, nella quale quasi tutti i componenti, (motore, trasmissione, sterzo, ecc.) erano stati sostituiti. I motori preferiti per queste trasformazioni erano il Ford V8 Flathead o lo small block V8 della Chevrolet per le loro dimensioni relativamente ridotte, la potenza e la facilità di reperirli.
L'età classica delle hot rod finì sia per la rarefazione delle vintage tin sia per l'avvento delle muscle car, vetture potenti e veloci prodotte in serie che non richiedevano quasi nessun intervento, mentre per realizzare una hot rod bisognava saper lavorare come meccanico, saldatore e carrozziere.
Le hot rod sono state immortalate da televisione e cinema in film e telefilm come Happy days e American Graffiti.

### Le hot rod oggi
Negli Stati Uniti, specie sulla costa occidentale, esiste ancora una subcultura hot rod, notevolmente sviluppata. I costruttori di tali vetture, come il preparatore Jesse G. James, famoso anche per i suoi "chopper", o Boyd Coddington, noto per la serie televisiva American Hot Rod, sono entrati a far parte della cultura popolare.
La cultura hot rod si è notevolmente sviluppata anche in Svezia dove ci sono molti appassionati organizzati in diversi club dedicati alle hot rod.